# Велотрек Лаошань
39°54′47″ пн. ш. 116°12′27″ сх. д. / 39.912972° пн. ш. 116.207389° сх. д.
Велотрек Лаошань (кит.: 老山自行车馆; піньїнь: Lǎoshān Zìxíngchēguǎn) — велотрек, розташований у Лаошані, район Шицзіншань, Пекін, Китай. Він був побудований для літніх Олімпійських ігор 2008 року. Стадіон було випробувано під час Кубка світу з треку UCI у грудні 2007 року.
Під час Олімпіади на велодромі проходили змагання з велоспорту на треку. Він вміщує 6000 глядачів, має 250-метрову доріжку овальної форми та загальну площу 32920 квадратних метрів.
Велокомплекс Лаошань буде використовуватися для міжнародних і національних змагань з велоспорту та тренувань після Олімпійських ігор. Кількість місць може бути зменшена до 3500.
Спроєктований компанією Schuermann Architects, дизайнерами ADT Event Center у Карсоні, Каліфорнія, та UCI Cycling Center в Еглі, Швейцарія.